# 구미원당초등학교
구미원당초등학교는 대한민국 경상북도 구미시에 있는 공립 초등학교이다.

## 연혁
- 2020년 3월 1일 : 개교